# هانا پراکاتسن
هانا پراکاتسن (روسی: Анна Витальевна Пракатень؛ زادهٔ ۶ سپتامبر ۱۹۹۲) قایقران روئینگ اهل روسیه است.
وی در مسابقات کشوری و بین‌المللی در مجموع برندهٔ ۱ مدال طلا شده‌است.